# مارتن كريبز
مارتن كريبز (بالألمانية: Martin Krebs)‏ هو كاهن كاثوليكي ودبلوماسي ألماني، ولد في 2 نوفمبر 1956 في إسن في ألمانيا.